# QuickPath Interconnect
Intel QuickPath Interconnect (QuickPath, сокр. QPI, ранее Common System Interface, CSI) — последовательная кэш-когерентная шина типа точка-точка разработанная фирмой Intel для соединения процессоров в многопроцессорных системах и для передачи данных между процессором и чипсетом. QPI создавалась в ответ на разработанную ранее консорциумом во главе с фирмой AMD шину HyperTransport.
Шина QuickPath была создана для замены применявшейся ранее шины Front Side Bus, которая осуществляла связь между центральным процессором и северным мостом материнской платы. Первые процессоры с интерфейсом QuickPath были выпущены на рынок в 2008 году. По состоянию на начало 2010 года, внешний интерфейс QuickPath используется только в сериях процессоров Xeon и Core i7 с ядром Nehalem для разъёма LGA 1366, а также будет использоваться в следующем поколении Itanium (ядро Tukwila). При этом чипсеты для разъёма LGA 1366 используют шину DMI для связи между северным и южным мостом. Процессоры для разъёма LGA 1156 не имеют внешнего интерфейса QuickPath, поскольку чипсеты для данного разъёма поддерживают только однопроцессорную конфигурацию, а функциональность северного моста встроена в сам процессор (и, следовательно, для связи процессора с аналогом южного моста используется шина DMI). Однако внутри процессора LGA 1156 связь между ядрами и встроенным контроллером PCIe осуществляется через встроенную шину QuickPath.
Каждое соединение шины QuickPath состоит из пары односторонних каналов, каждый из которых физически реализован как 20 дифференциальных пар проводов. Данные передаются в виде пакетов (дейтаграмм). Пропускная способность одного канала составляет от 4,8 до 6,4 GT/s (гигатранзакций в секунду). Одна передача содержит 16 бит полезной нагрузки, следовательно, теоретическая суммарная пропускная способность одного соединения (в двух направлениях) — от 19,2 до 25,6 гигабайт в секунду (то есть от 9,6 до 12,8 гигабайт/с в каждую сторону); при этом один процессор может иметь несколько соединений.

## Похожие интерфейсы
Идея подобных интерфейсов не нова, и, например, издание THG так описывает происхождение этой шины:
Решение, выбранное Intel под названием QuickPath Interconnect (QPI), не является чем-то новым; оно представляет собой встроенный контроллер памяти и очень быструю последовательную шину «точка-точка». Подобная технология была представлена пять лет назад в процессорах AMD, но на самом деле она ещё старше. Подобные принципы, которые заметны в продуктах AMD и теперь Intel, представляют собой результат работы, проделанной десять лет назад инженерами DEC во время разработки Alpha 21364 (EV7). Поскольку многие бывшие инженеры DEC перешли в компанию из Санта-Клары, неудивительно, что подобные принципы выплыли в последней архитектуре Intel.